# Гвидобоно Кавалькини, Карло Альберто
Карло Альберто Гвидобоно Кавалькини (итал. Carlo Alberto Guidoboni Cavalchini; 26 июля 1683, Тортона, Миланское герцогство — 7 марта 1774, Рим, Папская область) — итальянский куриальный кардинал. Титулярный архиепископ Филиппы с 10 мая 1728 по 23 сентября 1743. Секретарь Священной Конгрегации Тридентского Собора с 19 мая 1728 по 9 сентября 1743. Префект Священной Конгрегации по делам епископов и монашествующих с 2 мая 1748 по 7 марта 1774. Апостольский продатарий с 15 июля 1758 по 7 марта 1774. Декан Священной Коллегии кардиналов и Префект Священной конгрегации церемониала с 16 мая 1763 по 7 марта 1774. Кардинал-священник с 9 сентября 1743, с титулом церкви Санта-Мария-делла-Паче с 23 сентября 1743 по 12 февраля 1759. Кардинал-епископ Альбано с 12 февраля 1759 по 16 мая 1763. Кардинал-епископ Остии и Веллетри с 16 мая 1763 по 7 марта 1774.